# Lago di Gaube
Il lago di Gaube (in francese lac de Gaube) è un lago dei Pirenei francesi, situato nel dipartimento degli Alti Pirenei ed appartenente al comune di Cauterets.

## Descrizione
La toponomastica deriva dal nome pleonastico della zona, Gaube, che in dialetto guascone significa lago. Lo specchio d'acqua è situato ad un'altezza di 1.725 metri ed ha una forma ovoidale, che si estende in direzione nord-sud, coprendo buona parte della valle del Gaube: il lago si trova a circa sei chilometri dal Vignemale, dove la valle ha inizio e a due chilometri dal Pont d'Espagne dove la vallata termina. Su di esso si affacciano ad est il Pic Mayouret, a sud-est il Grand Pic des Paloumères e a nord-ovest il Pic de Gaube.
Il lago è alimentato dal fiume gave des Oulettes de Gaube che prende poi il nome di gave de Gaube all'uscita; ha una profondità di quaranta metri, una superficie di diciannove ettari e circa due kilometri di coste. È raggiungibile tramite un sentiero dal Pont d'Espagne, in un'ora, famoso per i suoi panorami e per la facilità di percorrenza oppure tramite una seggiovia. Dal lago di Gaube partono diversi percorsi escursionistici, mentre sulla riva sinistra passa la GR10, nella cui prossimità è posto anche il rifugio degli Oulettes de Gaube.